# Crawfordsville (Iowa)
Pour les articles homonymes, voir Crawfordsville.
Crawfordsville est une ville, du comté de Washington en Iowa, aux États-Unis. Elle est incorporée le 26 mars 1891.

## Source de la traduction
- (en) Cet article est partiellement ou en totalité issu de l’article de Wikipédia en anglais intitulé « Crawfordsville, Iowa » (voir la liste des auteurs).